# Los jóvenes viejos
Los jóvenes viejos es una película de Argentina en blanco y negro dirigida por Rodolfo Kuhn y protagonizada por María Vaner y Alberto Argibay. Fue estrenada en Buenos Aires el 5 de junio de 1962 y resultó ganadora del Cóndor de Plata como mejor película de 1963. Gran parte de la película se filmó en la ciudad de Mar del Plata, con escenas de exteriores en Playa Grande, la Barranca de los Lobos, etc.
En una encuesta de las 100 mejores películas del cine argentino llevada a cabo por el Museo del Cine Pablo Ducrós Hicken en el año 2000, la película alcanzó el puesto 38.

## Temática y contexto
Los jóvenes viejos es una película precursora de lo que en esa década habría de llamarse "el nuevo cine Hispanoamericano". Rodolfo Kuhn, junto a otros directores de cine argentinos como Manuel Antín, Fernando Ayala y Leopoldo Torre Nilsson, plantearon por ese entonces un cine más denso y concentrado en los conflictos existenciales urbanos, el abordaje estaba muy influido por la filosofía existencialista, por la Nueva Moral Sexual, el psicoanálisis y la consolidación en Argentina de una gran clase media urbana nativa aunque de muy recientes orígenes europeos.
Esta película aborda, precisamente, la emergencia desde fines de la década de 1950 de la juventud como sector social con dinámica y conflictos específicos, en todo el mundo, y el modo en que ese proceso se desarrollaba en la Argentina. Asimismo se arroja una mirada sobre la cultura de masas con algunas secuencias en un estudio de televisión (Canal 7 de Buenos Aires) y sets publicitarios, motivadas por el trabajo de los protagonistas; es un tema sobre el que volverá más decididamente la siguiente película de Kuhn, Pajarito Gómez (1965), que constituye una poderosa sátira de la industria discográfica.

## Actores
1. María Vaner ___ Sônia
2. Alberto Argibay ___ Roberto
3. Emilio Alfaro ___ Carlos Hugo
4. Jorge Rivera López ___ Ricardo
5. Marcela López Rey ___ Chiche
6. Graciela Dufau ___
7. Beatriz Matar ___ Beatriz
8. Anita Larronde ___ Marilu
9. Horacio Nicolai
10. María Eugenia Daguerre
11. Santángelo
12. Enrique García Fuertes
13. Blanca Victorica
14. Flora Blum
15. Alejandra Kliment
16. Sarita Rodríguez

## Premios
- Premios Cóndor de Plata (1963): mejor película.
- Festival Internacional de Cine de Mar del Plata (1962): Premio FIPRESCI